# Fazang
Fazang (chinesisch 法藏, Pinyin Fǎzàng, W.-G. Fa-tsang; * 643 in Chang’an; † 712 in Chang’an) war der dritte Patriarch der buddhistischen Huayan-Schule in China. Er gilt als bedeutendster Gelehrter des Avatamsaka-Sutra.
Seine Familie stammt ursprünglich aus Zentralasien. Im Alter von siebzehn Jahren begann er seine buddhistischen Studien in Tai-po.
Fazang ordinierte 674 als Novize im Taiyuan-Tempel. Einige Jahre später erhielt er die volle Ordination und bekam den Titel Xianshou (der Fähigste) verliehen und lehrte das Avatamsaka-Sutra am Taiyuan-Tempel der Kaiserin Wu Zetian. 695 assistierte er Sikshananda bei der Übersetzung des achtzig-bändigen Avatamsaka-Sutra vom Sanskrit ins Chinesische. Er schrieb zahlreiche Kommentare zum Avatamsaka-Sutra und trug wesentlich zur Systematisierung der buddhistischen Texte bei. Aufbauend auf der Arbeit von Dushun – dem ersten Patriarchen der Huayan-Schule – klassifizierte Fazang die buddhistischen Lehren in fünf Gruppen:
- Hinayana
- Mahayana Grundlagen
- Finale Mahayana-Lehren (z. B. Lankāvatāra-Sutra, Nirvana-Sutra)
- Spontane Mahayana Lehren (Erleuchtung wird nicht durch Praxis erreicht, sondern ereignet sich spontan)
- Lehren des Einen Fahrzeugs (Ekayana), deren Grundlage das Avatamsaka-Sutra bildet.

Fazang war einer der bedeutendsten Gelehrten seiner Zeit und trug wesentlich zur weiteren Verbreitung des Huayan-Buddhismus in China bei. Er war am Hof der Kaiserin hoch angesehen. Die Huayan Tempel in Luoyang und Chang’an wurden mit seiner Unterstützung errichtet.
Fazang war dafür bekannt, buddhistische Weisheiten mit eindrucksvollen und anschaulichen Beispielen zu erklären. Um die gegenseitige Durchdringung aller Phänomene zu demonstrieren, ließ er einen Spiegelraum bauen. Nicht nur alle Wände, auch die Decke und der Boden waren mit Spiegeln versehen. Dann platzierte er eine Buddhastatue in die Mitte des Raumes. Die Buddhastatue spiegelte sich in allen Spiegeln, und deren Spiegelbilder spiegeln sich wiederum endlos in allen Spiegeln. Er führte seine Schüler in diesen Raum und zeigte ihnen so, was mit gegenseitiger Durchdringung gemeint ist.
Ein anderes Mal benutzte er einen goldenen Löwen, um zu demonstrieren, dass Alles in Allem enthalten ist. Er erklärte, dass die Figur die Form eines Löwen hat jedoch gänzlich aus Gold besteht. Der Löwe repräsentiert den Kosmos, die einzelnen Teile die verschiedenen Phänomene im Universum. Das Gold repräsentiert die Leerheit (Shunyata). Dieser Löwe besteht aus verschiedenen Teilen – Kopf, Fell, Tatzen usw. Doch alle Teile enthalten als grundlegende Substanz Gold, genauso wie der gesamte Löwe aus Gold besteht. Man kann also sagen, dass in einem Teil des Löwen – beispielsweise in einer einzigen Haarspitze – der gesamte Löwe enthalten ist. Damit demonstrierte er die Leerheit aller Phänomene.